# Chwościk selera

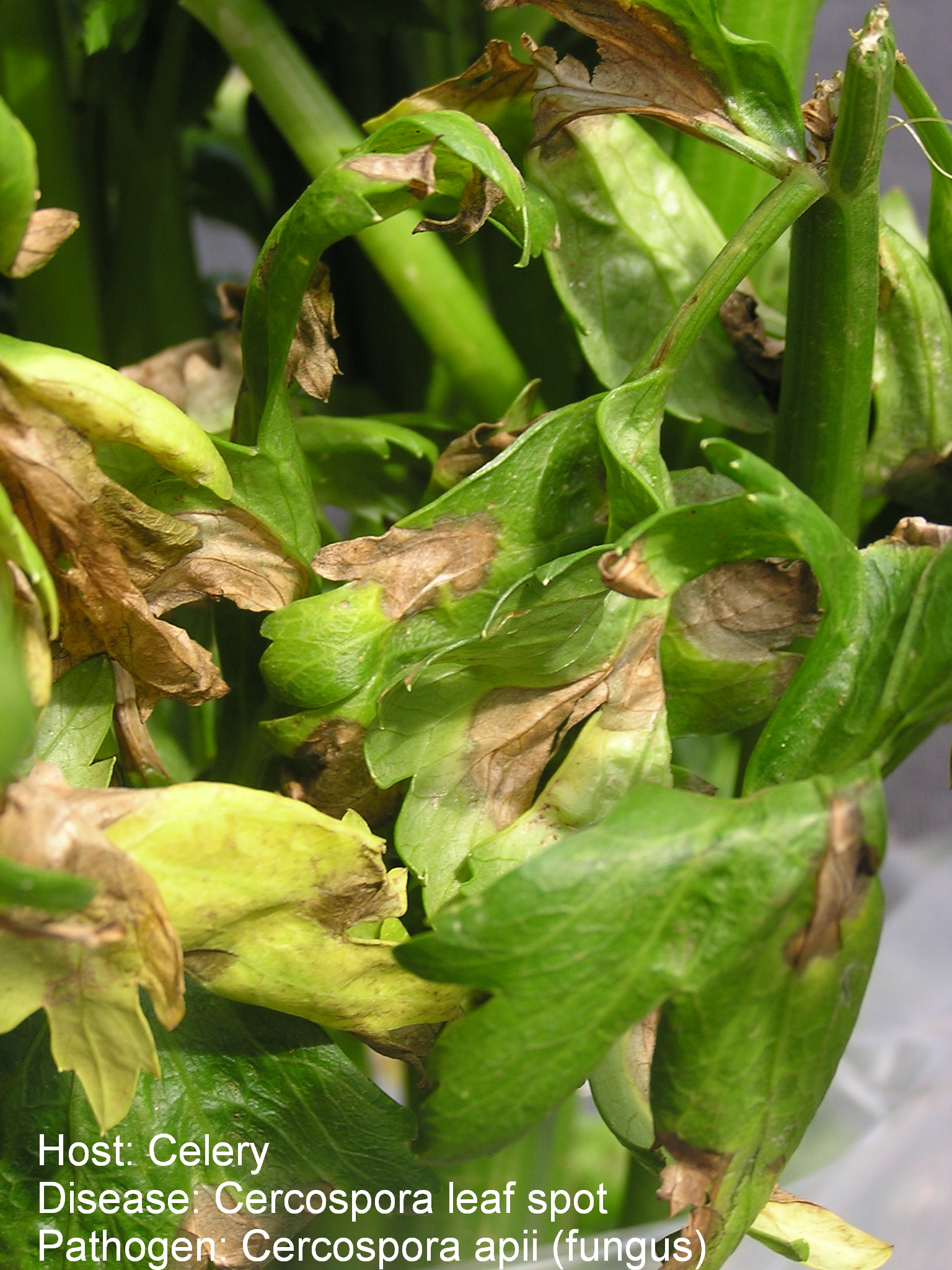
Objawy na liściach

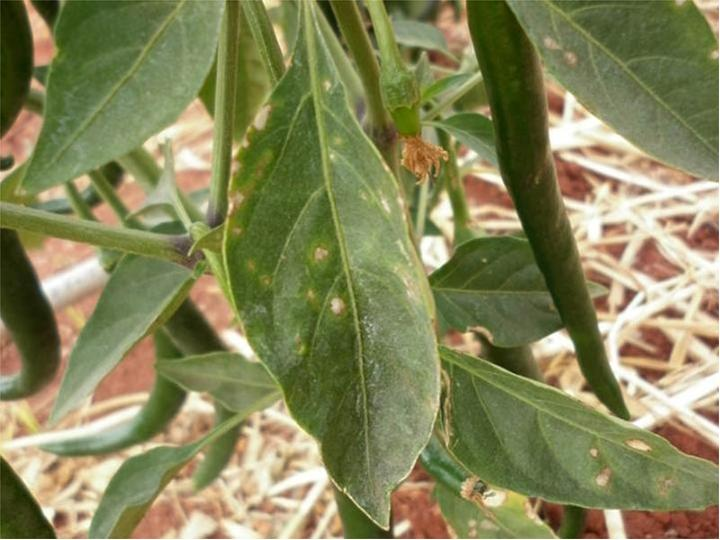
Objawy na dolnej stronie liści

Chwościk selera – grzybowa choroba roślin wywoływana przez należący do workowców gatunek  Cercospora apii. Nazywana jest także cerkosporiozą selera.

## Występowanie i szkodliwość
Choroba atakuje wszystkie botaniczne odmiany selera zwyczajnego: selera korzeniowego, naciowego i liściastego. W Polsce nawet w latach szczególnie sprzyjających jej rozwojowi ma znaczenie tylko lokalne. Jednak w przypadku wystąpienia może spowodować poważne straty. Na plantacjach selera korzeniowego powoduje straty przekraczające nawet 90% plonu, na plantacjach selera naciowego i liściastego również powoduje straty producentów, gdyż nawet niewielkie plamy występujące na ich liściach powodują, że nie nadają się one do sprzedaży.
Choroba nie atakuje korzeni, jednak ubytek liści powoduje, że roślina zużywa zapasy pokarmowe i energię na wytwarzanie nowych liści, co powoduje obniżenie plonu korzeni. Ponadto z powodu słabego rozwoju systemu korzeniowego roślina staje się mało odporna na niedobór wody w glebie.

## Objawy
Objawy porażenia chorobą występują na wszystkich nadziemnych częściach selera. Pierwsze objawy pojawiają się dopiero w okresie pełnej wegetacji. Na liściach są to drobne, kanciaste, nekrotyczne plamki. Stopniowo powiększają się, przybywa także nowych. Plamy mogą objąć dużą część liści, a silnie porażone liście obumierają. Na łodygach i ogonkach liściowych plamy są podłużne, eliptyczne, początkowo chlorotyczne, potem brunatniejące. W miejscu występowania plam tkanki zapadają się, pojawiają się także inne oznaki etiologiczne. Są to drobne, czarne skupiska grzybni. Zbudowane są z konidioforów, na których wytwarzane są zarodniki konidialne.

## Epidemiologia
Patogen zimuje na pozostawionych w glebie resztkach roślin oraz na nasionach. Na resztkach roślin w glebie może przetrwać nawet dwa lata. Wytwarza na nich obficie zarodniki konidialne, które dokonują infekcji pierwotnej. Przy sprzyjającej patogenowi pogodzie (wysoka temperatura i duża wilgotność) choroba rozwija się bardzo gwałtownie. Wytwarzane na porażonych roślinach konidia dokonują infekcji wtórnej rozprzestrzeniając chorobę. Przenosi je wiatr i krople deszczu. Cykl rozwojowy patogenu przy sprzyjającej pogodzie trwa zaledwie 5-14 dni, co oznacza, że w okresie wegetacyjnym może on wytworzyć od kilku do kilkunastu pokoleń konidiów.

## Ochrona
Zapobiega się chorobie przez niszczenie resztek roślin, zaprawianie nasion oraz płodozmian. Do zapraw nasiennych używa się preparatów tiuramowych. Zaleca się uprawę Kultywarów odpornych na tę chorobę. Niezbędne jest monitorowanie plantacji, by zdecydować, czy konieczne jest zwalczanie chemiczne, a w razie potrzeby zastosować go jak najszybciej. Ustalono następujące progi zagrożenia:
- 0 – brak objawów choroby
- 1 – porażenie 5% (pierwsze objawy chorobowe na roślinie)
- 2 – porażenie od 6% do 10%
- 3 – porażenie od 11% do 25%
- 4 – porażenie od 26% do 50%
- 5 – porażenie powyżej 50%
- 6 – porażenie powyżej 75%

Zabiegi chemiczne wykonuje się już przy 1 stopniu zagrożenia. Wykonuje się 2 lub 3 opryskiwania fungicydami z grupy strobilurynowych, na przemian z innymi fungicydami, lub biopreparatami naturalnymi.